# Archiphysalis
Archiphysalis es un género de plantas en la familia de las Solanáceas con tres especies que se distribuyen por China y Japón.

## Especies
- Archiphysalis chamaesarachoides
- Archiphysalis kuangsiensis
- Archiphysalis sinensis